# Zephyrogomphus longipositor
Zephyrogomphus longipositor là loài chuồn chuồn trong họ Gomphidae. Loài này được Watson miêu tả khoa học đầu tiên năm 1991.